# Guillaume Tirel

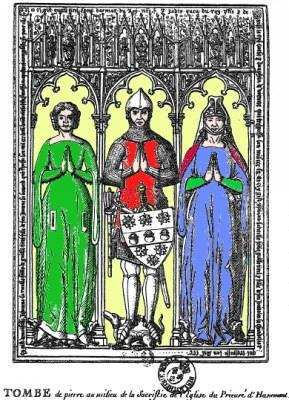
Hrobka Guillauma Tirela a jeho dvou manželek. Obrázek je z práce Barona Jérôme Pichona a Georgese Vicaireho (Paříž, Techener, 1892)

Guillaume Tirel, alias Taillevent (asi 1310, Pont-Audemer – 1395) byl kuchař francouzského dvora v době vlády prvních králů z Valois a v období stoleté války. Jeho první pozice byla enfent de cuisine (učeň, doslova chlapec z kuchyně) u královny Jany z Évreux.
Od roku 1326 působil jako šéfkuchař v kuchyni krále Filipa VI. V roce 1347 se stal panošem dauphine z Viennois a jeho šéfkuchařem (tzv. queux) v roce 1349. V roce 1355 se stal panošem vévody z Normandie, v roce 1359 jeho šéfkuchařem a v roce 1361 jeho sergeant-at-arms. V roce 1368 se stal vévodou z Normandie Karel V., a Tirel pokračoval v jeho službách. Od roku 1381 byl ve službách Karla VI. Zemřel v roce 1395 ve věku asi 80 let.
Napsal slavnou knihu o vaření s názvem Le Viandier, která ovlivnila pozdější knihy o francouzské kuchyni a byla důležitá jako podrobný zdroj informací pro historiky zabývající se středověkou kuchyní severní Francie. Během panování Filipa VI. měl Taillevent hlavní vliv na vzestup říšské obliby silných červených vín, která se vyrábějí na jihu Francie, stejně jako těch, která se dovážejí z Burgundska. 
Mnoho restaurací je dnes pojmenováno po Tailleventovi. "Guillaume Tirel" bylo také jméno stravovacích zařízení v Bruselu (v letech 1989-1999).